# Iván Guerrero (árbitro)
Iván Guerrero Levancini (3 de mayo de 1949) es un exárbitro profesional de fútbol chileno.
Ha dirigido partidos en la Primera División de Chile y también partidos internacionales de la FIFA. Fue elegido el mejor árbitro del fútbol chileno en 1994. Fue miembro del área de evaluación de la Comisión de Arbitrajes de la ANFP, sin embargo fue removido del cargo en 2012 por supuestas irregularidades.
Actualmente se desempeña como  profesor de reglas de juego para la carrera de entrenadores del Instituto Nacional del Fútbol (INAF).